# Bairisches Mittelhochdeutsch

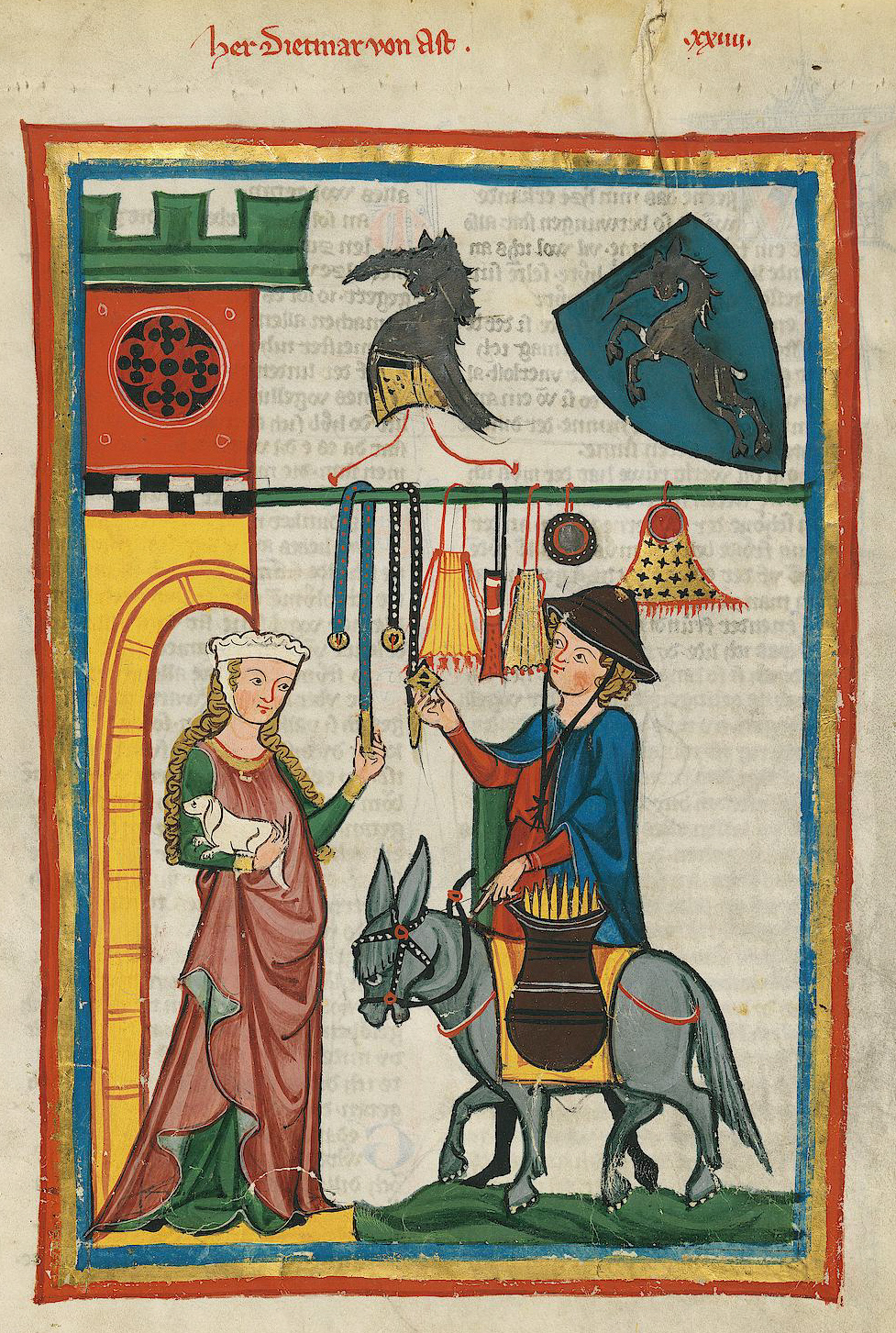
Minnesänger wie Dietmar von Aist verfassten ihre Lieder im bairisch-österreichischen Mittelhochdeutsch

Bairisches Mittelhochdeutsch ist jene Sprache, die in der Donauregion und in den Ostalpen, also im bairischen Sprachraum, ungefähr vom Jahr 1100 bis 1400 geschrieben wurde. Es ist die Sprachform der in dieser Region entstandenen mittelhochdeutschen Manuskripte, was so prominente Texte wie das Nibelungenlied, den Meier Helmbrecht, die Vorauer Handschriften, die Millstätter Handschriften und die nichtlateinischen Teile der Carmina Burana miteinschließt, sowie die Autoren Heinrich von Melk, Williram von Ebersberg, Dietmar von Aist, Konrad von Fußesbrunnen, der Burggraf von Regensburg, Walther von der Vogelweide, Hugo von Montfort, Oswald von Wolkenstein und die bekannteste weibliche Dichterin des Mittelalters, Frau Ava.
Die genaue zeitliche Abgrenzung zum Altbairischen (750–1100) davor und der später mit dem Buchdruck im gesamten oberdeutschen Sprachraum aufkommenden Druckersprache Gemainteutsch (15. Jahrhundert) und der Maximilianischen Kanzleisprache (16. Jahrhundert) ist oft schwierig. Ebenso ist eine exakte geographische Abgrenzung problematisch, da besonders zum schwäbisch-alemannischen Sprachraum im Frühmittelalter noch viele linguistische Gemeinsamkeiten bestanden und viele Texte, etwa der fahrenden Minnesänger, dem jeweiligen regionalen Publikum angepasst wurden und so oft mehrere Versionen eines Werkes überliefert sind.

## Geographische Abgrenzung
Eine genaue geographische Abgrenzung des bairischen Mittelhochdeutsch zu den ebenfalls oberdeutschen Nachbarregionen, das heißt zu den Schwaben und Alemannen im Westen sowie den Franken im Norden, ist in den Urkunden der frühen Phase teilweise nur schwer möglich. Besonders im 12. Jahrhundert bestehen zwischen dem bairischen und alemannischen Mittelhochdeutsch nur einige wenige linguistische Unterschiede. Dies ändert sich jedoch durch die im südbairischen Raum (Kärnten, Tirol, Steiermark) entstehende neuhochdeutsche Diphthongierung, die sich bis zum 14. Jahrhundert auf die gesamte heutige bayrisch-österreichische Region ausdehnt und sich bis in mitteldeutsche Regionen ausbreitet. Der alemannische Westen übernahm die Diphthongierung jedoch nicht und blieb somit lautlich konservativ, wodurch sich eine deutlichere Unterscheidbarkeit ergibt. Andererseits übte die stark alemannisch geprägte Dichtersprache um den Hof der Staufer im 12. und 13. Jahrhundert einen Einfluss auf die geschriebene Sprache im bairischen Sprachraum aus und galt in dieser Zeit teilweise als Leitvarietät für gehobene und überregionale Literatur.
Gegenüber dem oberfränkischen Raum sind die linguistischen Unterschiede zunächst hingegen deutlicher. Beide Sprachregionen waren zuvor auch geographisch weitgehend isoliert, da sich vom Fichtelgebirge bis zur oberen Donau große Waldgebiete erstreckten. Durch die Siedlungsexpansion der Baiern nach Norden in die Oberpfalz und in Richtung Böhmen wird auch diese zuvor teilweise slawische Sprachgegend bairischsprachig und das Nordbairische entsteht. Gleichzeitig expandiert die Siedlungsgrenze der Franken nach Süden und führt dort zu einer bairisch-fränkischen dialektalen Übergangszone im Raum von Amberg bis Nürnberg.
Innerhalb des bairischen Mittelhochdeutsch ist zu dieser Zeit jedoch noch kein Unterschied zwischen Texten aus dem heutigen Bayern und dem heutigen Österreich feststellbar. Der Donauraum bildete trotz der Teilung des baierischen Stammesherzogtums im Jahr 1156 mit seinen Handelsbeziehungen eine relativ einheitliche Sprachregion, die sich erst später in der frühen Neuzeit und durch das entstehen größerer urbaner Zentren in einen nach Wien orientierten Ostteil und einen nach Regensburg und Ingolstadt, später nach München orientierten Westteil gliedern wird. Kleine erkennbare linguistische Unterschiede bestehen zu dieser Zeit nur zwischen dem Flachland und den alpinen Regionen, wobei heute als typisch südbairisch geltende Merkmale damals weiter verbreitet waren und im Voralpenland erst im Hochmittelalter durch mittelbairische Formen verdrängt werden. So war etwa die aspirierte Aussprache des Fortis-Konsonanten <k> im Anlaut auch an der Donau verbreitet und findet sich oft sogar graphisch markiert in den Texten – als <ch> geschrieben (chind, chlagen, Chriemhild) was als <kch> zu lesen ist. Im 12. bis 14. Jahrhundert war der alpine Raum der linguistisch innovativere, so wurde etwa in den südbairischen Dialekten die neuhochdeutsche Diphthongierung komplett bei wirklich allen langen Vokalen durchgeführt. Erst im 12. Jahrhundert entsteht im Flachland die mittelbairische Konsonanten-Lenisierung (p, t, k zu b, d, g) sowie im 13. Jahrhundert die L-Vokalisation, die sich beide nie in den alpinen Bereich ausbreiten konnten und so zu einem klaren Unterscheidungsmerkmal zwischen Mittel- und Südbairisch wurden. Wobei festgehalten werden muss, dass zwar im Osten Nordtirols, in den Salzburger Gebirgsgauen und in den nördlichsten Teilen der Steiermark die aspirierte Aussprache des <k> erhalten blieb, sich dort etwas später aber auch die L-Vokalisation durchsetzte.

## Zeitliche Abgrenzung

### Spätes Altbairisch bis 1100
Die Grenze zwischen der althochdeutschen Sprachstufe und der mittelhochdeutschen wird für den gesamten hochdeutschen Sprachraum meist um das Jahr 1050 angegeben. Das Altbairische war jedoch noch im späten 11. Jahrhundert produktiv. So wurde noch nach 1050 im Kloster Wessobrunn eine altbairische Übersetzung des alemannischen Sankt Gallner Notkers angefertigt. Dieses Werk wird heute nach seinem Aufbewahrungsort Wiener Notker genannt. Ebenfalls noch großteils altbairischen Lautstand weist das in Regensburg nach 1067 verfasste Otlohs Gebet auf, sowie die die im Kloster Tegernsee entstandenen Ruodlieb-Glossen. Zu diesen späten Gruppe sind auch noch die Bibelübersetzungen des eigentlich vom Mittelrhein stammenden aber um 1060 im bayerischen Benediktinerkloster Ebersberg wirkenden Williram von Ebersberg zu zählen, die teilweise bereits zum Frühmittelhochdeutsch gerechnet werden. Lautlich schon an der Grenze zum bairischen Mittelhochdeutsch steht auch der Anfang des 12. Jahrhunderts entstandene Millstätter Blutsegen. Typisch für das späte Altbairisch ist jedoch, das es ausschließlich in den Klöstern geschrieben wurde, während ab dem 12. Jahrhundert auch Laien zu schreiben beginnen.

### Frühes bairisches Mittelhochdeutsch zwischen 1100 und 1200

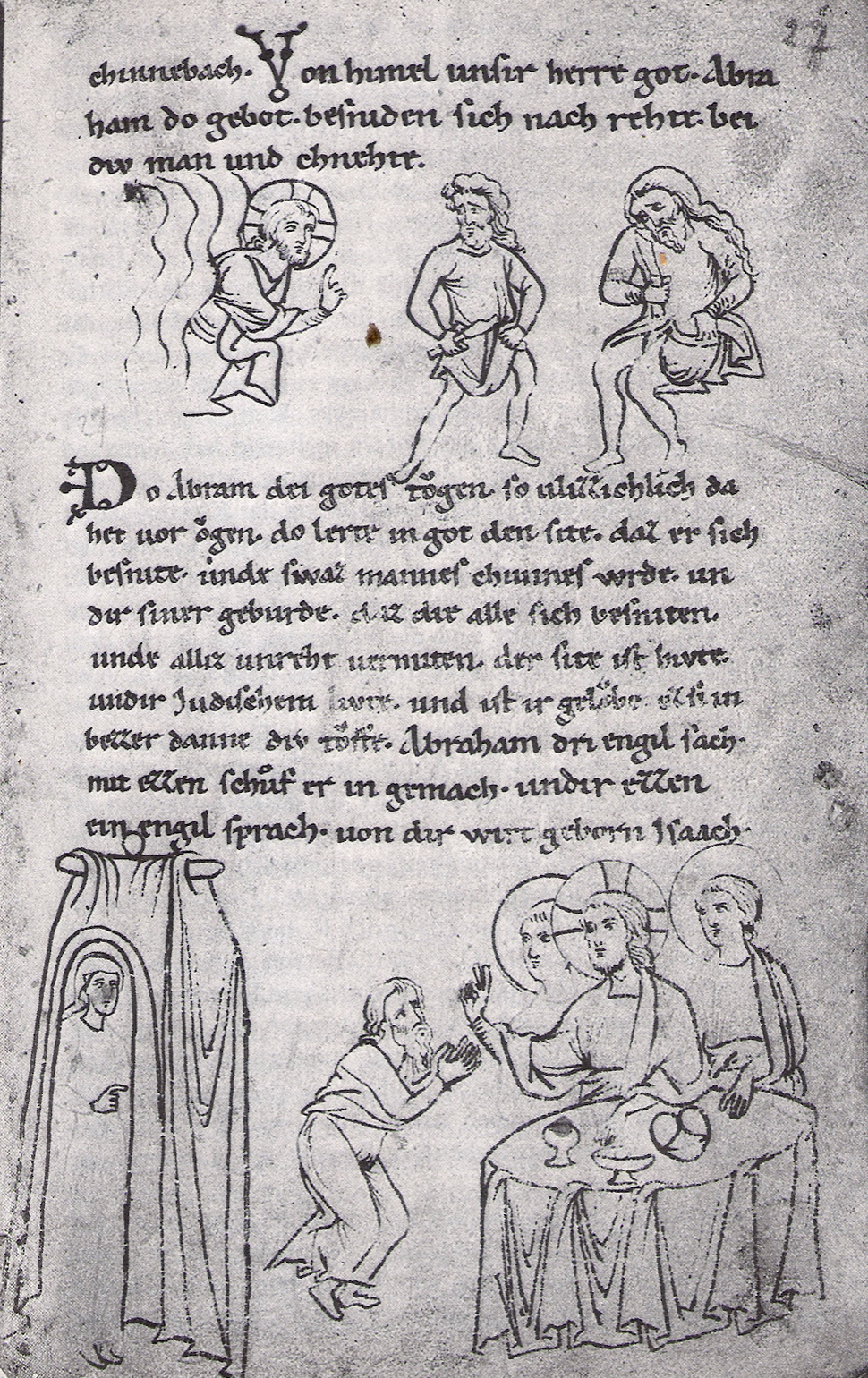
Blatt der Millstätter „Genesis“

Die frühe Phase des bairischen Mittelhochdeutsch ist geprägt durch eine lautliche Nähe zu den schwäbisch-alemannischen Schriften dieser Zeit. Dies hängt zum einen damit zusammen, dass beide zur elbgermanischen Gruppe der westgermanischen Sprachen gehören, andererseits stammen oft neue modernere Schreibweisen aus dem alemannischen Westen, da um diese Zeit die höfische Dichtersprache der Staufer Einfluss auf die geschriebene Sprache ausübt. Schreiber aus dem heutigen bairischen Sprachraum, die erstmals nicht mehr nur auf Latein schrieben, sondern literarische Versuche in der Volkssprache machten, orientierten sich dabei oft an der Schreibweise der Dichter am Hof der schwäbischen Staufer. Weiters bildet der Lech zwar die natürliche geographische Grenze beider Sprachräume, die jedoch durch Handelsbeziehungen und kulturellen Austausch verwischt wird. Dadurch sind Werke die in diesem Kontaktraum entstanden sind, etwa in Südtirol, Vorarlberg oder Schwaben, oft nicht eindeutig dem Alemannischen oder dem Bairischen zuordenbar. Erst im 12. Jahrhundert beginnt sich das Bairische eindeutig von seinem westlichen Nachbarn zu unterscheiden, wobei anfangs der südbairische Sprachraum auf Ebene der Vokale der innovativere ist und später der mittelbairische Donauraum auf Ebene der Konsonanten die Lautveränderung vorgibt (Lenisierung).
In das frühe 12. Jahrhundert gehören die Werke der ersten namentlich bekannten Dichterin Frau Ava, des ersten bekannten Minnesängers Der von Kürenberg, des Wirnt von Grafenberg, des Burggrafen von Regensburg und Dietmar von Aist. Auch die älteste mittelhochdeutsche Übersetzung des Rolandsliedes von Konrad dem Pfaffen ist in Bairisch geschrieben. In die spätere Phase gehören Konrad von Fußesbrunnen, Walther von der Vogelweide, Reinmar der Alte und Thomasîn von Zerclaere, sowie die klösterlichen Werke der Vorauer Handschriften mit der Kaiserchronik A, den Voraurer Büchern Mosis, sowie den bairischen Versionen des Alexanderliedes vom Pfaffen Lamprecht und des Ezzoliedes. Um das Jahr 1200 entstanden sind die Millstätter Handschriften mit einer südbairischen Version der Genesis, des Exodus und einem Physiologus, sowie die Wiener Version davon in der Wiener Handschrift 2721 (auch Altdeutsche und Wiener Genesis, Exodus und Physiologus genannt).

### Bairisch im Hochmittelalter zwischen 1200 und 1300

Der Meier Helmbrecht, eine südbairische Versnovelle aus dem 13. Jahrhundert

Im 13. Jahrhundert entstehen neue Städte und die Kunst des Lesens und Schreibens verbreitet sich dort bei neuen Gesellschaftsschichten. Erstmals gibt es im heutigen bayrisch-österreichischen Raum auch eine größere Zahl von überlieferten nicht lateinischen Dokumenten, die neben religiösen und literarischen Themen auch ganz alltägliche Dinge betreffen, wie rechtliche Urkunden, Kaufverträge, Zunftordnungen und Ortschroniken, die teilweise auch von weniger gebildeten Schreibern verfasst wurden. Obwohl sich diese Urkundenschreiber immer noch bemühten sich im Schreibstil und der Orthographie an literarischen Vorbildern zu orientieren, verwenden sie doch viel häufiger ein kleinräumiges Vokabular und dialektale lautliche Besonderheiten. Das Aufbrechen dieses Schreibmonopols führte dazu, dass mündlich vermutlich schon länger gebräuchliche Formen nun auch erstmals schriftlich verwendet werden. So findet sich etwa in den Urkunden dieser Zeit erstmals vermehrt die Verzwielautung (Diphthongierung) der langen Vokale. Dabei schreiben die altehrwürdigen bischöflichen Kanzleien, etwa in Regensburg oder Salzburg, noch länger nach den alten Formen, während in kleineren Schreibstuben früher die neuen Formen dominieren.
Zur selben Zeit beginnt auch die für das Mittelbairische der Donau- und Voralpenregion typische Lenisierung von p, t, k. In Salzburger Urkunden des späten 13. Jahrhunderts ist beispielsweise drei Mal der Wochentag Mittwoch als midichen überliefert, der Ortsname Ötting (Altötting) wird in einer lateinischen Urkunde von 1231 als vetus Odingen geschrieben oder aus St. Georgenberg in Tirol ist aus dem späten 13. Jahrhundert mehrmals eine Person friderich satelchneht (Friedrich der Sattelknecht) in der Schreibweise friderich sadelchnecht überliefert, also mit einem weichen <d> statt einem harten <t>. Typisch für das südbairische Tirolerisch in diesem Beispiel auch das aspirierte <kh>, hier als <ch> geschrieben (c steht wie im lateinischen für ein k, während das h für den Reibelaut ch (IPA [⁠x⁠]) steht).
Wichtige bairische Autoren des 13. Jahrhunderts waren:
- 13. Jahrhundert: Wernher der Gartenaere, Neidhart von Reuental, Reinmar von Brennenberg, Ulrich von Liechtenstein, Bruder Wernher, Friedrich von Sonnenburg, sowie das Heldenepos Dietrichs Flucht von einem unbekannten Schreiber.

### Bairisch im Spätmittelalter
- 14. Jahrhundert: Hadamar von Laber, Andreas Kurzmann,

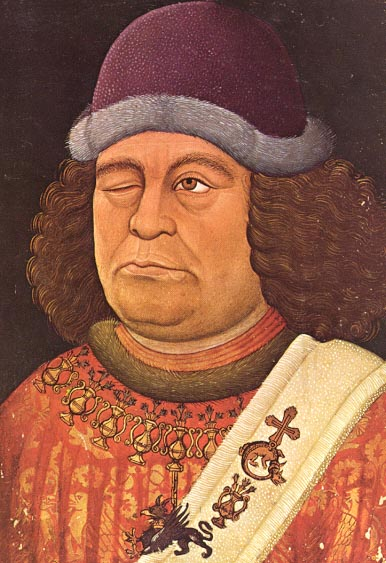
Der Südtiroler Dichter Oswald von Wolkenstein

- 15. Jahrhundert: Johannes von Tepl, Oswald von Wolkenstein, Ulrich Füetrer

Eine Besonderheit und praktisch den Abschluss der mittelhochdeutschen Literatur im bairischen Sprachraum stellt das Ambraser Heldenbuch dar, das noch Anfang des 16. Jahrhunderts in den Jahren 1504–1517 im Auftrag Kaiser Maximilians I. vom Südtiroler Schreiber Hans Ried erstellt wurde. Es ist eine Sammlung der wichtigsten Texte in deutscher Sprache des 12. und 13. Jahrhunderts, vom Nibelungenlied bis zu Hartmann von Aue, wobei diese hier unabhängig von ihrer ursprünglichen regionalen Färbung in eine rekonstruierte mittelalterliche südbairische Schreibsprache übertragen wurden.

## Überlieferte Manuskripte und Autoren
- Sterzinger Miszellaneen-Handschrift